# Ruppertsecken
Ruppertsecken ist eine Ortsgemeinde im Donnersbergkreis in Rheinland-Pfalz. Sie gehört der Verbandsgemeinde Nordpfälzer Land an.

## Geographie

### Geographische Lage
Der Ort liegt im Nordpfälzer Bergland unweit des Donnersbergs im Teilgebiet Westliche Donnersbergrandhöhen zwischen Kaiserslautern und Bad Kreuznach am südwestlichen Rand des Bürgerwald. Mit 498,5 m ü. NHN ist Ruppertsecken das höchstgelegene selbständige Dorf der Pfalz.

### Gemeindegliederung
Zu Ruppertsecken gehören zusätzlich die Wohnplätze Ober-Gerbacherhof, Ober-Tierwasen, Schwarzengraben, Talhof, Unter-Gerbacherhof, Unter-Tierwasen und Vollethof.

### Erhebungen
Unmittelbar innerhalb des Siedlungsgebiets erstreckt sich der Schlossberg. Im Nordwesten der Gemarkung befindet sich der 488,4 Meter hohe Große Kahlenberg und westlich von diesem das 492,3 Meter messende Höfer-Köpfchen.

### Gewässer
Im Osten der Gemarkung fließt der Steindellerbach. Der Hoferbach bildet die Grenze zu Kirchheimbolanden, ehe er von rechts in den Steuerbach mündet. Letzterer fließt von Südost nach Nordwest mitten durch den Nordosten des Gemeindegebiets. Ebenfalls auf Ruppertsecker Gemarkung entspringt der Gerbach, der größtenteils die Grenze zu Kriegsfeld bildet.

### Klima
Der Jahresniederschlag beträgt 660 mm.

## Geschichte
Ruppertsecken wurde 1401 in einer Urkunde von König Ruprecht – zugleich Kurfürst Ruprecht III. von der Pfalz – erstmals genannt. Bis Ende des 18. Jahrhunderts gehörte der Ort zur Kurpfalz und unterstand dort dem Oberamt Alzey.
Nach der Französischen Revolution wurde der Ort 1798 in das französische Département Donnersberg und den Kanton Kirchheim eingegliedert. Dort unterstand er der Mairie Gerbach. 1815 hatte Ruppertsecken 410 Einwohner. Infolge des Wiener Kongresses kam  der Ort im selben Jahr zu Österreich und gehörte ab 1816 zu Bayern. 1817 wechselte die Gemeinde in den Kanton Rockenhausen. Von 1818 bis 1862 war Ruppertsecken Bestandteil des Landkommissariat Kirchheim, das anschließend in ein Bezirksamt umgewandelt wurde. Am 1. Dezember 1900 wechselte die Gemeinde in das neu geschaffene Bezirksamt Rockenhausen.
Ab 1939 war der Ort Bestandteil des Landkreises Rockenhausen. Nach dem Zweiten Weltkrieg war Gerbach Teil der französischen Besatzungszone und wurde in das 1946 neu gebildete Land Rheinland-Pfalz eingegliedert. Im Zuge der ersten rheinland-pfälzischen Verwaltungsreform wechselte die Gemeinde in den neu geschaffenen Donnersbergkreis. 1972 wurde sie der neu gebildeten Verbandsgemeinde Rockenhausen zugeschlagen. Seit 2020 ist Ruppertsecken Bestandteil der Verbandsgemeinde Nordpfälzer Land.

## Politik

### Gemeinderat
Der Gemeinderat in Ruppertsecken besteht aus acht Ratsmitgliedern, die bei der Kommunalwahl am 9. Juni 2024 in einer Mehrheitswahl gewählt wurden, und dem ehrenamtlichen Ortsbürgermeister als Vorsitzendem.

### Ortsbürgermeister
Ortsbürgermeister ist Siegmar Portz. Bei der Direktwahl am 26. Mai 2019 wurde er mit einem Stimmenanteil von 82,08 % und am 9. Juni 2024 als einziger Bewerber mit 73,8 % jeweils erneut in seinem Amt bestätigt.

### Wappen
| Wappen von Ruppertsecken | Blasonierung: „In Schwarz ein goldener, rotgekrönter und -bewehrter Löwe auf einer dreizinnigen goldenen Mauer rechtshin schreitend, in den Pranken einen von Silber und Blau gerauteten Schild haltend.“                              |
| Wappen von Ruppertsecken | Wappenbegründung: Es wurde 1955 vom rheinland-pfälzischen Staatsministerium verliehen und geht zurück auf ein Siegel aus dem Jahr 1727. Löwe und Rauten entstammen dem Wappen der Wittelsbacher, dem Herrschergeschlecht der Kurpfalz. |

## Bauwerke

### Kulturdenkmäler

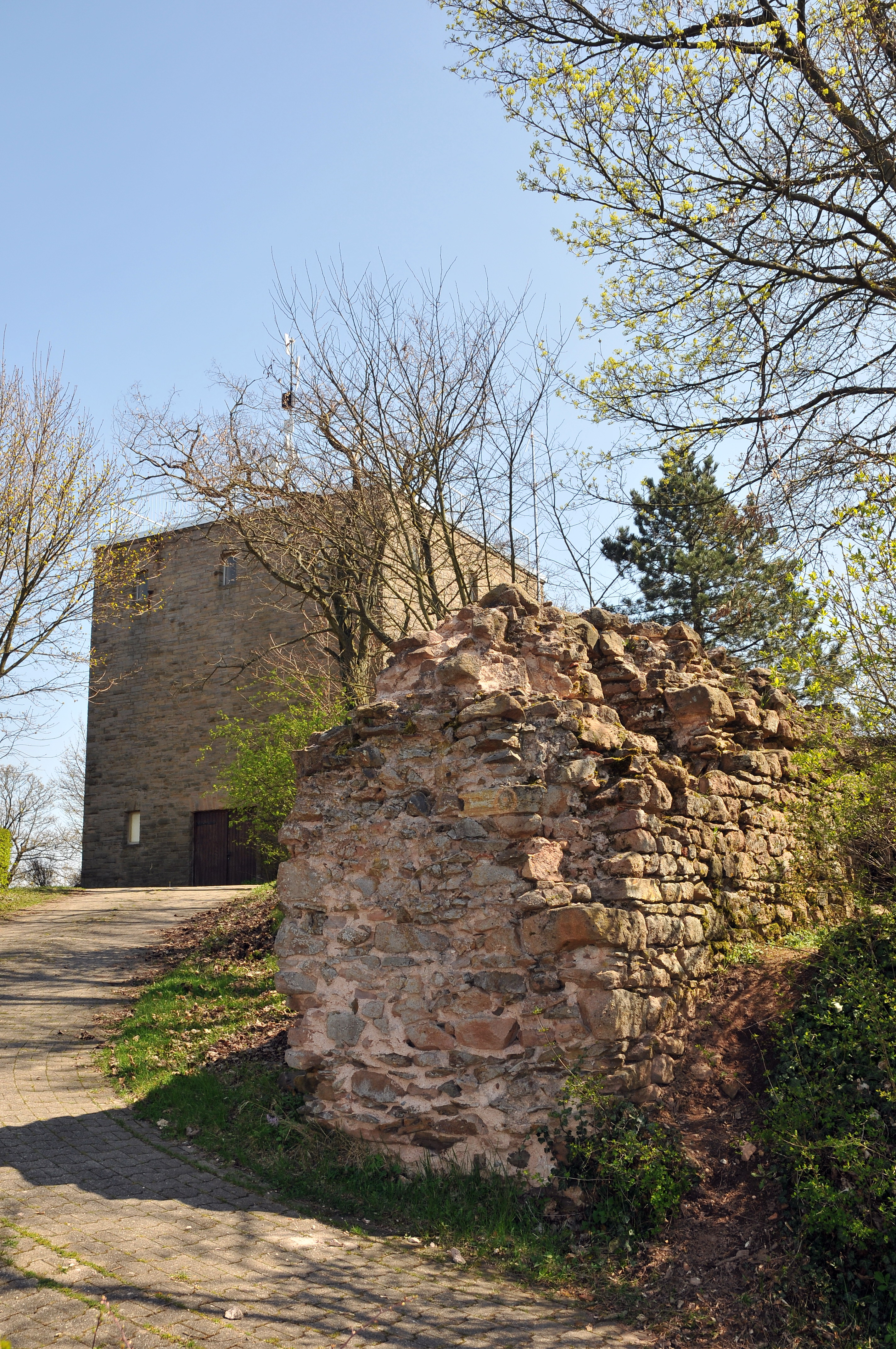
Denkmalzone Burg Ruppertsecken

Die Burg Ruppertsecken ist als Denkmalzone ausgewiesen. Hinzu kommen insgesamt drei Einzelobjekte, die unter Denkmalschutz stehen.

### Natur
Auf der Gemarkung der Gemeinde befand sich die mittlerweile abgegangene Burg Frauenstein, deren Burgfelsen als Naturdenkmal eingestuft ist.

## Wirtschaft und Infrastruktur

### Verkehr
Die Gemeinde ist über die Kreisstraße 34 an das Straßennetz angebunden. Die Kreisstraße 35 bindet den Ober-Gerbacherhof und den Unter-Gerbacherhof an. Über die A 63 im Südosten besteht Anschluss an den Fernverkehr. In Rockenhausen ist ein Bahnhof der Alsenztalbahn. Zu diesem führt von Ruppertsecken aus die von Behles Bus betriebene Buslinie 901, die in östlicher Richtung bis nach Kirchheimbolanden verläuft.

### Tourismus
Mitten durch den Ort verläuft der Pfälzer Höhenweg. Durch den Osten der Gemarkung verläuft der mit einem roten Balken markierte Fernwanderweg Donnersberg–Donon.

## Persönlichkeiten
- Jolande Lischke-Pfister (1932–2019), Künstlerin, entwarf ein örtliches Metall-Kruzifix